# Bactrocera paulula
Bactrocera paulula är en tvåvingeart som beskrevs av Drew 1989. Bactrocera paulula ingår i släktet Bactrocera och familjen borrflugor. Inga underarter finns listade.